# Casimir Maistre

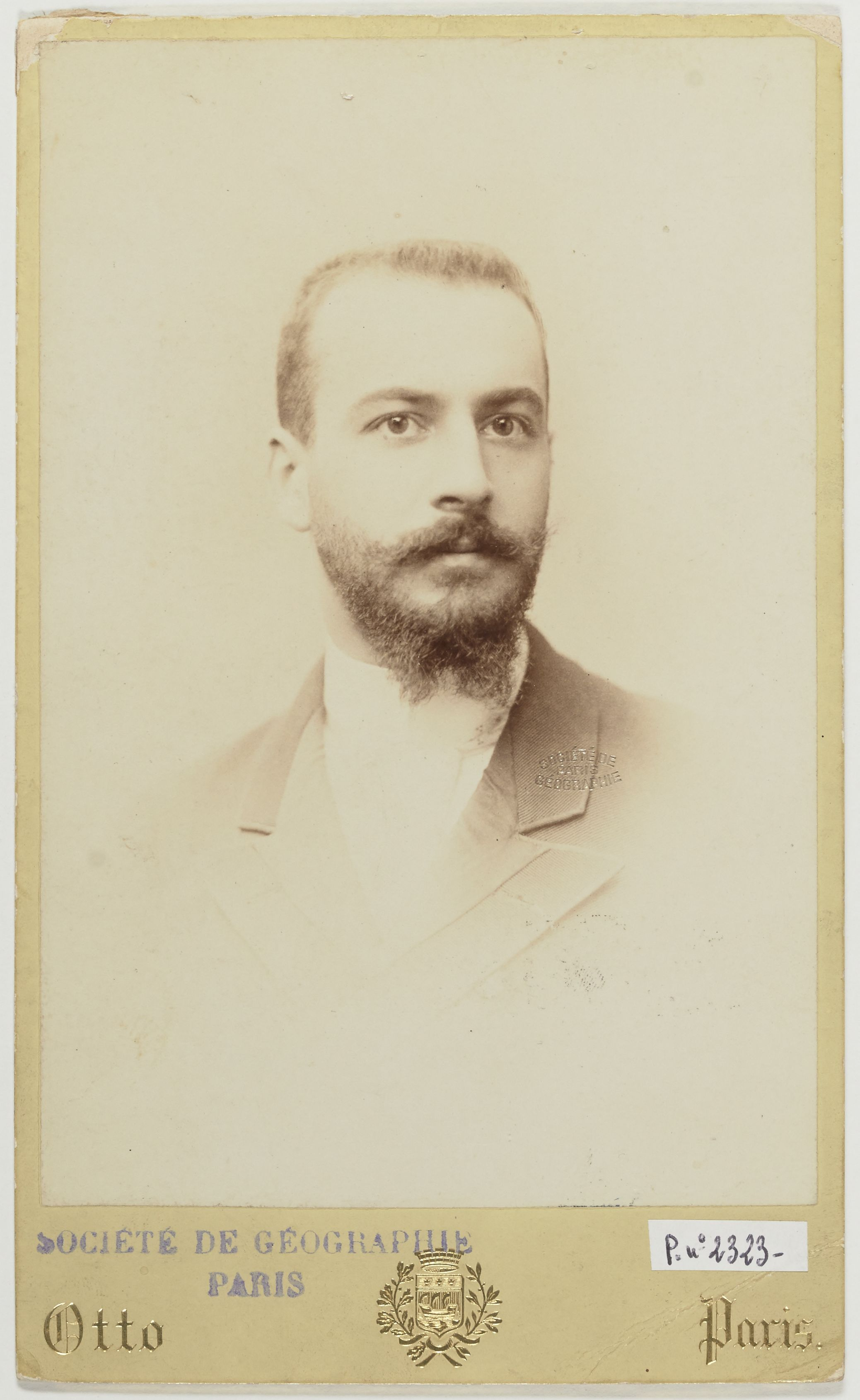
Casimir Maistre fotografiert von Otto Wegener (1890)

Léon Joseph Casimir Maistre (* am 24. September 1867 in Villeneuvette, Département Hérault, Frankreich; † am 20. September 1957 in Montpellier) war ein französischer Geograph und Afrikaforscher.

## Leben
Maistre war das vierte Kind von Jules Maistre und Anne-Marie Bosc.
Bereits um 1885, zu dieser Zeit Schüler am renommierten Lycée Saint-Louis, interessierte sich Maistre für koloniale Erwerbungen und erarbeitete einen Vorschlag für eine Expedition zur Erkundung des Kongo, den er bei der Société de Géographie einsandte. Der Generalsekretär der Société, der die Ausarbeitung wohlwollend aufgenommen hatte, empfing Maistre daraufhin, riet ihm aber, zunächst ein Studium abzuschließen.  Maistre schrieb sich daher zunächst an der Marineschule ein, verließ die Schule aber 1889 ohne Abschluss, um mit Georges Foucart an der Erkundung der Insel Madagaskar unter der Leitung von Louis Catat teilzunehmen. Nach seiner Rückkehr 1891 betraute ihn das französische Comité de l'Afrique française mit dem Kommando einer Expedition zum Ubangi, um den Fehlschlag der Crampel-Mission zu untersuchen und die Dybowski-Mission zu verstärken. Nach langer Vorbereitung schiffte er sich am 10. Januar 1892 von Bordeaux aus ein und reiste nach Brazzaville, wo er den erkrankten Dybowski traf, der nach Frankreich zurückgeführt wurde. Maistre nahm seinen Platz als Leiter der Mission ein und rekrutierte auch Ferdinand de Béhagle, François Joseph Clozel und Albert Bonnel de Mézières. Die Expedition fuhr die Flüsse Kongo und Ubangi hinauf und erreichte Anfang Juni 1892 einen Posten in Bangui. Am 29. Juni verließ die Expedition den äußersten Posten am Kémo und betrat unerforschtes Gebiet. In der Folgezeit legte Maistre über 5000 Kilometer vom Kongobecken bis in den Sudan zurück. Er konnte nachweisen, dass die beiden zu jeder Jahreszeit schiffbaren Flüsse Schari und Logone die Hauptzugangswege zum Sudan und zum Tschadsee waren. Gleichzeitig etablierte er den französischen Einfluss in den Ländern zwischen dem Sultanat Baguirmi, dem Ubangi und dem Adamaua durch mit den einheimischen Häuptlingen geschlossene Verträge. Nach seiner Rückkehr nahm ihn die französische Regierung für seine außergewöhnlichen Verdienste in die Ehrenlegion auf. 1894 wurde er für seine Erforschung des  Gebietes zwischen Kongo und Niger von der Royal Geographical Society mit der Goldmedaille geehrt. Im folgenden Jahr veröffentlichte er die Geschichte dieser Forschungsreise in zwei Reiseberichten.
Nach seiner Rückkehr übernahm er auf Wunsch seines Vaters die Leitung der im Familienbesitz befindlichen Fabrik in Villeneuvette. Er heiratete Valentine Guerre und wurde in der Stadt sesshaft. Maistre starb 1957 in Montpellier, wo sich auch seine Grabstätte befindet.

## Schriften
- Durch Zentralafrika, vom Kongo bis zum Niger (1892–1893). 1895.
- Die Region Bahr Sara. 1902.